# Popol Vuh (księga)

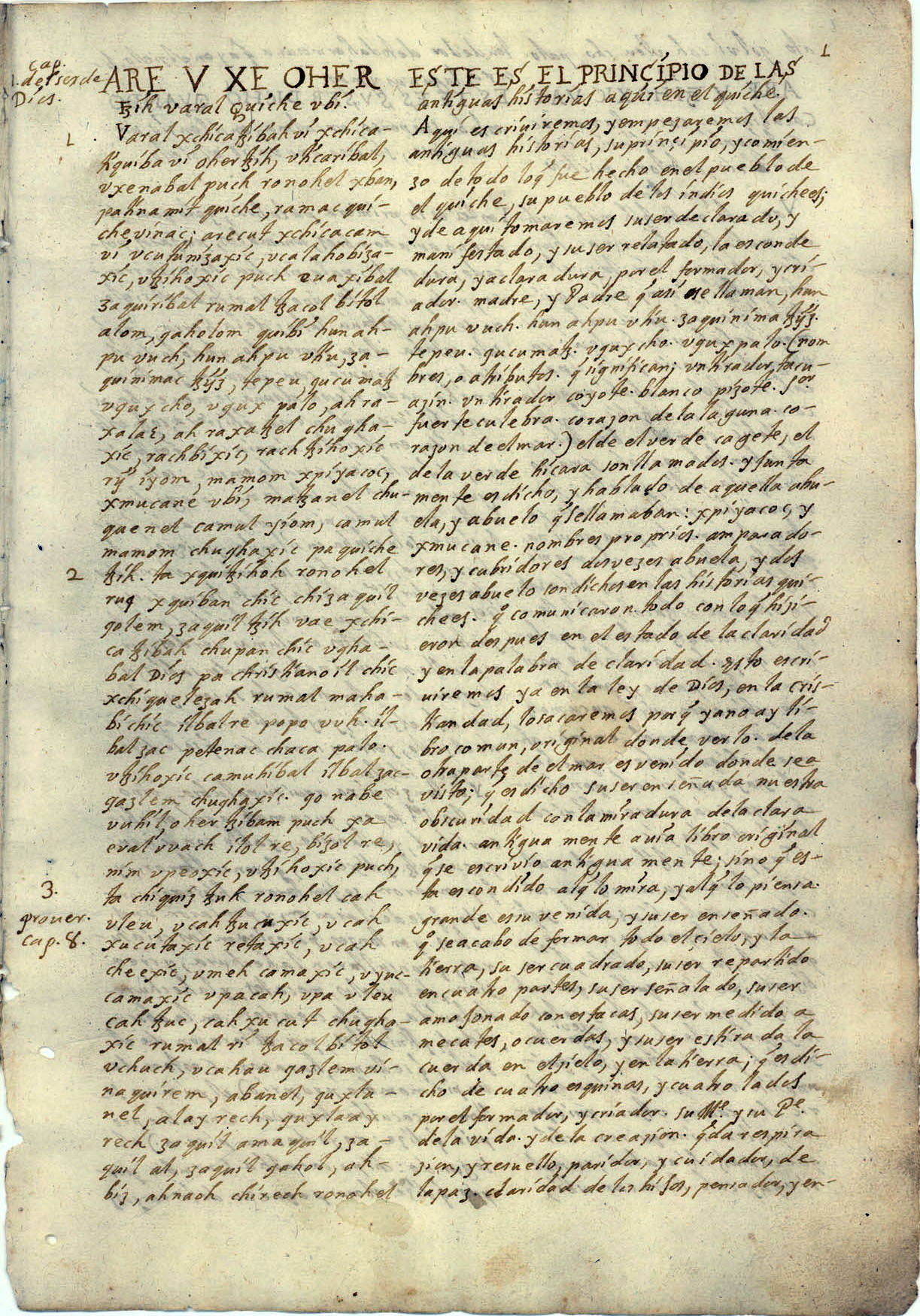
Pierwsza strona manuskryptu Popol Vuh, przechowywanego w bibliotece Newberry w Chicago (kolekcja Ayera)

Popol Vuh (Popol Wuj, dosł. „Księga Wspólnoty”, „Księga Rady”, znana także jako Rękopis z Chichicastenango) – święta księga narodu Kicze, należącego do cywilizacji Majów i zamieszkującego tereny dzisiejszej Gwatemali. 

## Opis
Księga została napisana między 1554 a 1558 przez jednego lub więcej anonimowych autorów. Będąca bezcennym zabytkiem literatury Popol Vuh to poetycka opowieść, zawierająca zarówno elementy historii, jak i mitologii narodu Kicze. Oprócz mitu o stworzeniu świata i rodzaju ludzkiego przez bogów, znaleźć można w Popol Vuh opowieści o królestwie Kicze i podboju hiszpańskim oraz zebrane ustne relacje, dotyczące tradycji przodków.
Popol Vuh została odkryta dopiero w 1701 r. przez hiszpańskiego dominikanina Francisco Ximeneza, proboszcza w Chichicastenango. Ximenez wykonał transkrypcję tekstu oraz przetłumaczył go na język hiszpański; oryginał zwrócił Indianom Kicze. Pierwsze, zawierające wiele błędów wydanie księgi było dziełem Carla Scherzera, austriackiego etnologa, który w 1856 r. opublikował w Wiedniu zarówno oryginał, jak i hiszpańskie tłumaczenie Ximeneza. W 1861 r. opat Charles Etienne Brasseur de Bourbourg przetłumaczył i opublikował Popol Vuh w Paryżu, ta wersja zawierała tekst oryginalny, doskonałe francuskie tłumaczenie oraz obszerne komentarze i przypisy. Tłumaczenia Ximeneza i Brasseura stały się podstawą większości współczesnych wydań Popol Vuh.
W Polsce Popol Vuh ukazała się po raz pierwszy w 1980 nakładem PIW, w tłumaczeniu Haliny Czarnockiej i Carlosa Marrodána Casasa.

Nic nie było dookoła, nic nie czyniło hałasu; nic się nie poruszało ani nie przesuwało, ani nie wydawało dźwięku na niebie.
[...] Istniał tylko bezruch i cisza w ciemnościach, w nocy. Tylko Stwórca, Twórca, Tepeu, Gucumatz, Rodzice znajdowali się w wodzie otoczeni jasnością. [...] Tak zatem istniało niebo i również Serce Nieba, takie jest bowiem imię Boga i tak on się zowie.
Pierwszy ma na imię Caculhá Huracán. Drugi to Chipí-Caculhá. Trzeciego nazywają Raxa-Caculhá. Ci trzej są Sercem Nieba.
Wówczas spotkali się Tepeu i Gucumatz; wówczas radzili nad życiem i jasnością... [...]
- Niechaj się stanie! Niech wypełni się pustka! Niechaj cofnie się woda i odsłoni [przestrzeń], niech wynurzy się ziemia i niech okrzepnie! - tak powiedzieli.
[...] Tak rzekli i stworzyli ziemię. Tak zaprawdę dokonało się stworzenie ziemi. - Ziemia! - wymówili, i w jednej chwili się stała